# Жаглевский, Давыд Осипович
Давы́д О́сипович Жагле́вский (Дави́д Ио́сифович) (1782 - 5 (17) февраля 1836) — русский военачальник. Полковник. Участник Наполеоновских войн. Кавалер ордена Святого Георгия 4-й степени. Командир Московского Внутреннего Гарнизонного батальона.

## Биография
Родился в 1782 году на территории Могилевской губернии. По происхождению являлся поляком католического вероисповедания. 
В 20-летнем возрасте вступил на армейскую службу по рекрутской повинности. 1 (14) января 1807 назначен сотским руководителем в могилевскую милицию. За участие в Войне четвертой коалиции пожалован золотой медалью "Земскому войску". 25 октября (7 ноября) того же года переведен на службу аудитором в Рязанский пехотный полк. Будучи солдатом данного полка, принял участие в Русско-шведской войне 1808-1809 гг., а именно — в боях у Гельсингфорса. В 1810 году повышен до обер-аудитора 17-й пехотной дивизии. 
Начало Отечественной войны встретил в составе 2-го корпуса под командованием Багговута, являясь адъютантом командира 17-й дивизии генерал-лейтенанта Олсуфьева. Участвовал в сражении при Валутиной горе, Бородинском сражении,Тарутинском и Малоярославецком боях, Вяземской баталии, сражении под Красным и многих других. Отличился на Утицком кургане в боях против солдат 5-го корпуса Понятовского:
...оберъ-аудиторъ Жаглевскiй, когда былъ посланъ генералъ-лейтенантомъ Алсуфьевымъ на самой лѣвой флангъ для отысканiя казаковъ, то встрѣтилъ непрiятельскую колонну, хотѣвшую намъ зайтить  во флангъ, почему онъ, собравъ до ста человѣкъ разсѣянныхъ стрѣлковъ, устроивъ изъ нихъ цѣпь и ободряя, приказалъ вступить въ дѣло; между тѣмъ съ отличною скоростiю донесъ генералъ-лейтенанту Алсуфьеву о семъ и по приказанiю его отвелъ на то мѣсто Бѣлозерскаго полка баталiонъ, а самъ, невзирая на опасность, поѣхалъ далѣе и выполнилъ данныя ему препорученiиГенерал-лейтенант  Карл Багговут, Список генералов и офицеров 2-го пехотного корпуса, представленных к наградам за участие в сражении 26 августа 1812 года
За вышеупомянутый подвиг Давыд Осипович удостоился ордена Святой Анны 3-й степени.
В период Заграничных походов участвовал в освобождении Пруссии, а конкретно — в освобождении Берлина. Находясь в немецкой столице, 16 (29) марта 1813 Жаглевский был произведен в прапорщики, что, согласно Табелю о рангах, давало ему право на личное дворянство. В дальнейшем Давид сражался при Бауцене, Кацбахе, Левенберге, Майнце и Краоне. Также принимал участие в Битве народов. Финальной баталией для Давида Иосифовича стало триумфальное взятие Парижа, за которое тот был пожалован соответствующей медалью.
25 октября (7 ноября) 1817 года, являясь майором Рязанского полка, был назначен командиром батальона в том же формировании. В декабре 1820 года переведен в Ряжский пехотный полк. В 1825 году сначала назначен командиром Орловского Гарнизонного батальона, а спустя два месяца зачислен в кадры Тульского. 22 (9) апреля 1828 назначен начальником Московского Внутреннего Гарнизонного батальона, а в июне произведен в подполковники. В некоторых документах значился командиром 1-й бригады 7-го округа Внутренней стражи. 
Завершил карьеру в чине полковника. За выслугу лет был награжден орденом Святого Георгия 4 степени. 5 (18) февраля 1836 Давыд Жаглевский скончался, по всей вероятности, от болезни. Похоронен на Иноверческом кладбище.

## Награды
Ордена:
- Орден Святой Анны III степени — за Бородино
- Орден Святой Анны II степени
- Орден Святой Анны IV степени
- Орден «Pour le Mérite»(Пруссия) — за Лейпциг
- Орден Святого Владимира IV степени
- Орден Святого Георгия IV степени — за 25 лет выслуги

Медали:
- Медаль «Земскому войску» — за участие в Земском ополчении 1806-1807
- Медаль «В память Отечественной войны 1812 года»
- Медаль «За взятие Парижа»

## Звания
- Прапорщик — 16.03.1813
- Подпоручик — 02.04.1813
- Поручик — 03.05.1813
- Штабс-Капитан — 14.08.1813
- Капитан — 20.01.1814
- Майор - 18.06.1817
- Подполковник — 25.06.1828
- Полковник — xx.xx.1836

## Семья
Был женат на дочери покойного секунд-майора Егора Максимовича Мещерского — Софье Егоровне (1795—1871). Брак заключен 20 (7) июля 1828. В семье родилось пятеро детей:
- Наталья (1823 — N) — замужем за отставным полковником Николаем Павловичем Русановым.
- Александра (1827 — N) — значилась второй женой генерал-лейтенанта Николая Карловича Гриббе.
- Лариса (1829 — N) — девица.
- Григорий (1830 — N) — Офицер пехоты. Подполковник армейской пехоты(1871). Участник Крымской войны и обороны Севастополя.
  - внук — Давид Григорьевич (1873—1917) — Офицер. Полковник артиллерии(1915)[5]. Участник Русско-Японской и Первой Мировой войн. Убит в Минске в ноябре 1917 года.

- Пётр (1834 — N) — Офицер. Штабс-Капитан армейской пехоты(1862). Участник Крымской войны и обороны Севастополя. Уволен из армии в 1863-м году. После увольнения — мировой судья Краснослободского уезда.
  - внук — Николай Петрович (1857 — N) — Офицер. Подполковник артиллерии(1903). Участник Русско-Японской войны. Свояк К. Н. Десино.
  - внук — Сергей Петрович (1867 — N) — Офицер. Капитан Виленского пехотного полка(1913). Участник Первой Мировой войны.